# الدولة النميرية
الدَّولَةُ النُّمَيرِيَّة أو الإِمَارَةُ النُّمَيرِيَّةُ أو دَولَةُ بَنِي نُمَير وتُعرفُ اختصارًا بتسمية النُمَيرِيُون هي إمارة إسلاميَّة شيعيَّة أسَّسها الأمير «وثاب بن سابق النُميري» في بلاد الرافدين العُليا وحكمها الأُمراء النُميريون ما يقرُب قرنًا من الزَّمن (380 - 474هـ \ 990 - 1081م) وقد كانت مدينة حرَّان عاصمة الدَّولة ومقر الحُكم.

## انظُر أيضًا
- الدولة العقيلية
- الدولة الحمدانية
- الدولة المرداسية